# Knight nyomozó 3. – Függetlenség
A Knight nyomozó 3. – Függetlenség (eredeti cím: Detective Knight: Independence) 2023-ban bemutatott amerikai akciófilm, melyet Edward John Drake írt és rendezett. A főbb szerepekben Bruce Willis, Jack Kilmer, Lochlyn Munro és Jimmy Jean-Louis látható. A Knight nyomozó-filmsorozat harmadik, egyben befejező része, a Knight nyomozó 2. – Megváltás (2022) folytatása.
2023. január 20-án mutatta be a Lionsgate korlátozott számú moziban és Video on Demand szolgáltatáson keresztül. 2023. február 28-án DVD-n és Blu-rayen is megjelent.

## Cselekmény
A Knight nyomozó 2. – Megváltás eseményei után James Knight nyomozó megpróbálja megakadályozni, hogy a Függetlenség napján egy önbíráskodó gyanúsított egy mentőautóval veszélybe sodorja a várost. A nyomozó versenyt fut az idővel, miközben saját otthonát is meg kell mentenie egy lehetséges bombamerénylettől.

## Szereplők
| Szerep          | Színész           | Magyar hang    |
| --------------- | ----------------- | -------------- |
| James Knight    | Bruce Willis      | Dörner György  |
| Dezi            | Jack Kilmer       |                |
| Ally            | Willow Shields    |                |
| Eric Fitzgerald | Lochlyn Munro     | Czvetkó Sándor |
| Godwin Sango    | Jimmy Jean-Louis  | Kálid Artúr    |
| George          | Lorenzo Antonucci |                |
| Peter O’Malley  | Francis Cronin    |                |
| Vincent         | Timothy V. Murphy |                |
| Burnham         | Dina Meyer        |                |

## Fogadtatás
A Rotten Tomatoes weboldalon 67%-os értékelést kapott 12 kritika alapján (az átlagos értékelése 5,7 pont a tízből).
Anton Bitel (Projected Figures) pozitív kritikát adott a filmre: „Edward Drake rendőrségi trilógiájának lezárása Bruce Willis hattyúdala, és karrierjének bánatos újraértékelése”. Evan Dossey, a Midwest Film Journal munkatársa szintén pozitív kritikát fogalmazott meg, mondván, a film „a trilógia leglényegretörőbb darabja, és egyben a legjobb is. Willisnek itt kicsit több tennivalója akad, mint a korábbi Knight nyomozó-thrillerekben”. Michael Szymanski a Mike Szy The Writertől 9/10-es értékelést adott a filmre: „a Knight nyomozó krimi-trilógiája méltó lezárása Bruce Willis akciófilmes karrierjének”.
Lapacazo Sandoval a New York Amsterdam News negatív kritikájában azt írta: „Fizetnék-e valaha is pénzt azért, hogy ezt megnézzem egy moziban? A válaszom »nem«. Megvenném-e vagy letölteném-e ezt a filmet egy streaming szolgáltatáson keresztül? A válasz ismét »nem«”.

## Fordítás
- Ez a szócikk részben vagy egészben  a   Detective Knight: Independence című angol Wikipédia-szócikk ezen változatának fordításán alapul.  Az eredeti cikk szerkesztőit annak laptörténete sorolja fel. Ez a jelzés csupán a megfogalmazás eredetét és a szerzői jogokat jelzi, nem szolgál a cikkben szereplő információk forrásmegjelöléseként.